# BBU's kvalifikation til DBU's Landspokalturnering for herrer 2010-11
Bornholms Boldspil-Unions kvalifikation til DBU's Landspokalturnering for herrer 2010/2011 var én af DBU's seks lokalunioners kvalifikationsturneringer, der havde til formål at finde i alt 56 hold indrangeret i Danmarksserien eller lavere pr. sæsonen 2009-10 til den landsdækkende 1. runde i DBU's Landspokalturnering for herrer 2010-11 (Ekstra Bladet Cup 2010/2011). Holdene i BBU's turnering spillede om én ledig plads i pokalturneringens 1. runde.

## Resultater

### 1. runde
| Dato | Kamp                                    | Res. |
| ---- | --------------------------------------- | ---- |
| 5.5. | Svaneke/Poulsker – Midtbornholm Fodbold | 9-8  |
| 5.5. | Aarsballe BK – NB Bornholm              | HHT  |

### 2. runde
| Dato  | Kamp                        | Res. |
| ----- | --------------------------- | ---- |
| 19.5. | Hasle IF – NB Bornholm      | 2-4  |
| 19.5. | Svaneke/Poulsker – Rønne fB | 2-4  |

### 3. runde
Vinderen af 3. runde kvalificerer sig til 1. runde af DBU's Landspokalturnering for herrer 2010-11.
| Dato | Kamp                   | Res. |
| ---- | ---------------------- | ---- |
| 9.6. | Rønne fB – NB Bornholm | 1-3  |